# David Corenswet
David Corenswet (8 juli 1993) is een Amerikaans acteur.

## Biografie
Corenswet groeide op in Philadelphia, Pennsylvania. In 2011 speelde hij in de kortfilm Following Chase, die hij ook zelf geschreven had. Na nog enkele gastrollen op tv, waaronder bij House of Cards kreeg hij in 2019 zijn eerste grote rol in de serie The Politician. In 2020 speelde hij ook de hoofdrol in de Netflix-serie Hollywood, over het glamoureuze Hollywood van net na de Tweede Wereldoorlog. In 2025 speelde hij de hoofdrol van Superman in de gelijknamige film Superman van regisseur James Gunn. 

## Filmografie
Uitgezonderd korte films

### Film
| Jaar | Titel             | Rol                   | Opmerkingen |
| ---- | ----------------- | --------------------- | ----------- |
| 2018 | Affairs of State  | Michael Lawson        |             |
| 2019 | The Sunlit Night  | Scott Glenn           |             |
| 2022 | Look Both Ways    | Jake                  |             |
| 2022 | Pearl             | Projectionist         |             |
| 2024 | The Greatest Hits | Max                   |             |
| 2024 | Twisters          | Scott                 |             |
| 2025 | Superman          | Clark Kent / Superman |             |

### Televisie
| Jaar      | Titel              | Rol              | Opmerkingen                      |
| --------- | ------------------ | ---------------- | -------------------------------- |
| 2014–2018 | Moe & Jerryweather | Jerryweather     | 17 afleveringen, alsook producer |
| 2015      | One Bad Choice     | Reggie Shaw      | Aflevering: "Reggie Shaw"        |
| 2017      | Elementary         | Houston Spivey   | Aflevering: "High Heat"          |
| 2018      | Instinct           | Spencer Baymoore | Aflevering: "Live"               |
| 2018      | House of Cards     | Reed             | Aflevering: "Chapter 72"         |
| 2019–20   | The Politician     | River Barkley    | 11 afleveringen                  |
| 2020      | Hollywood          | Jack Castello    | 7 afleveringen                   |
| 2022      | We Own This City   | David McDougall  | 6 afleveringen                   |
| 2024      | Lady in the Lake   |                  | 7 afleveringen                   |